# Picket Fences – Tatort Gartenzaun/Staffel 3
Die dritte Staffel der US-amerikanischen Fernsehserie Picket Fences – Tatort Gartenzaun besteht aus 22 Episoden. Sie wurde in den USA 1994/95 erstmals ausgestrahlt, in Deutschland 1995 bis 1997.
Die Episode Denn sie wissen, was sie tun ist ein Crossover mit der Krankenhausserie Chicago Hope – Endstation Hoffnung.

## Handlung
| Nr. (ges.) | Nr. (St.) | Deutscher Titel              | Originaltitel           | Erstausstrahlung USA | Deutschsprachige Erstausstrahlung (D) | Regie                  | Drehbuch                                       |
| --- | --------- | ---------------------------- | ----------------------- | -------------------- | ------------------------------------- | ---------------------- | ---------------------------------------------- |
| 45 | 1         | Das Recht des Stärkeren      | Survival Of The Fittest | 23. Sep. 1994        | 22. Nov. 1995                         | Ron Lagomarsino        | David E. Kelley                                |
| Die Polizei nimmt den vorbestraften Brian Latham unter dem Verdacht fest, das Mädchen Susan Engrams entführt zu haben. Da Latham sich unschuldig zeigt und die Polizei keine Beweise für seine Schuld hat, will Littleton ihn freilassen. Lacos überzeugt Latham in einem Gespräch davon, einen Ort preiszugeben, an dem Susan zu finden sein könnte, sodass sie ein christliches Begräbnis erhalten kann. Dort findet die Polizei die Leiche des Mädchens. Da Latham ohne Rechtsbeistand verhört wurde, sind die Aussage und die Leiche als Beweisstück nicht verwendbar, Latham müsste nun, der Rechtsprechung des obersten Bundesgerichts gemäß, freigelassen werden. Bone wendet sich jedoch gegen das Bundesgericht und verweigert seine Haftentlassung. – Unterdessen gerät der Schullehrer Sawyer in die Kritik von Direktor und Eltern, weil er Zach und anderen Schülern die Entstehung des Menschen mit der Schöpfung und nicht naturwissenschaftlich erklärt. Zach wird deshalb konfus bzgl. der Existenz von Gott, sodass Jill entscheidet, künftig mit ihren Kindern jeden Sonntag den Gottesdienst zu besuchen. |           |                              |                         |                      |                                       |                        |                                                |
| 46 | 2         | Im Namen des Volkes          | Systematic Abuse        | 30. Sep. 1994        | 29. Nov. 1995                         | Michael Schultz        | David E. Kelley                                |
| Bei Gericht in Rome kommt es zum Prozess, in dem Latham des Mordes an Susan Ingrams angeklagt und von Wambaugh verteidigt wird. Wambaugh plädiert für Freispruch, da es keine Beweise für die Schuld seines Mandanten gebe. Wambaughs Assistentin Kim Brock wird von ihrem Vater vorgeworfen, eine Freilassung Lathams zu erreichen, obwohl dies falsch wäre. Littleton stellt dem Angeklagten im Verhör die Frage, warum er den Fundort des Mädchens erst ggü. Lacos und nicht schon früher genannt habe. Latham antwortet, dass er zu sehr unter Schock gestanden habe. Schließlich wird Latham von den Geschworenen für schuldig befunden. Als er aus dem Gerichtssaal geführt wird, beteuert er ggü. Lacos abermals, nicht für den Mord verantwortlich zu sein. |           |                              |                         |                      |                                       |                        |                                                |
| 47 | 3         | Schwarz und Weiß             | The Bus Stops Here      | 7. Okt. 1994         | 6. Dez. 1995                          | Michael Pressman       | David E. Kelley                                |
| Der schwarze Bundesrichter Nance will die Integration von Schwarzen in die Gesellschaft forcieren und entscheidet dazu, dass ab kommendem Montag 400 schwarze Schüler aus der Großstadt Green Bay, in der es Bandenkriminalität gibt, in Rome zur Schule gehen sollen. Der Stadtrat von Rome und die neue Interims-Bürgermeisterin Jill Brock plädieren erfolglos für mehr Vorbereitungszeit. Nance entscheidet außerdem sogar, dass ausgleichsweise 400 Schüler aus Rome nach Green Bay geschickt werden sollen. Die überwiegend weißen Bürger von Rome lehnen beides aus Sicherheitsgründen ab. Daher widersetzt sich Rome den Entscheidungen, indem es den schwarzen Schülern den Zugang zur Schule versperrt. Dieser Versuch scheitert aber, da die Nationalgarde anrückt und den schwarzen Schülern freies Geleit sichert. |           |                              |                         |                      |                                       |                        |                                                |
| 48 | 4         | Feindliche Linien            | Enemy Lines             | 14. Okt. 1994        | 13. Dez. 1995                         | James Frawley          | David E. Kelley, Ann Donahue                   |
| Nachdem eine Auslosung ergeben hat, dass auch Zach zu den Schülern gehört, die künftig in Green Bay zur Schule gehen sollen, kündigt Jill die Einrichtung einer provisorischen Privatschule an, die die 400 Schüler aus Rome stattdessen besuchen sollen. Deswegen, und weil sie veranlasst hat, den schwarzen Schülern den Zugang zur Schule zu versperren, lässt Nance sie verhaften. Unterdessen gibt es bei der Integration der schwarzen Schüler in Romes Schulen einige Reibereien. Bei einer kontroversen Diskussion zwischen Jill und Nance im Gefängnis erfährt sie, dass er die Rassenintegration deshalb so forciert, weil er Krebs-bedingt nur noch wenige Monate zu leben hat und weil bei einer Demonstration gegen Rassismus einst sein Sohn getötet wurde. Nance sieht ein, dass die Rassenintegration nicht so schnell gelingen kann, und revidiert seine Entscheidung bzgl. der 400 Schüler aus Rome, zudem lässt er Jill frei. Die 400 Schüler aus Green Bay bleiben aber an Romes Schulen. |           |                              |                         |                      |                                       |                        |                                                |
| 49 | 5         | Die Inquisition              | Cold Spell              | 28. Okt. 1994        | 27. Dez. 1995                         | Lou Antonio            | Nick Carter, David E. Kelley                   |
| Ein 8-jähriges, weißes Mädchen sprüht in der Schule ein Pentagramm an die Wand, um damit die schwarzen Schüler zu vertreiben. Es stellt sich heraus, dass ihre Mutter mit ihr den Wicca-Kult praktiziert. Das Jugendamt sieht deshalb die Erziehung der Tochter gefährdet und will sie in staatliche Obhut nehmen. Im Gerichtsprozess geht es um die Frage, ob das Mädchen tatsächlich gefährdet ist. Littleton als Ankläger führt auch die Tatsache an, dass die Mutter mit der Tochter und anderen Erwachsenen nachts nackt um ein Lagerfeuer tanzt. Bone spricht die Mutter frei, da bei dem Mädchen keine Anzeichen für Misshandlung vorliegen. Unterdessen findet die Polizei die kleinwüchsige Telefonistin Jeannie Wheedon erfroren in ihrer Gefriertruhe, offensichtlich ist sie beim Griff zu einer Konservendose verunglückt. |           |                              |                         |                      |                                       |                        |                                                |
| 50 | 6         | Wahlbekanntschaften          | Elective Conduct        | 4. Nov. 1994         | 3. Jan. 1996                          | Rachel Feldman         | David Mills, David E. Kelley                   |
| Vor dem Hintergrund der Integration der schwarzen Schüler findet der Wahlkampf um das Bürgermeisteramt statt. Zur Wahl stellen sich der Postbote Ed Lawson, der Gerichtsmediziner Carter Pike und die Interims-Amtsinhaberin Jill Brock. Matthew freundet sich mit einem weißen Jungen an, der gern die Hip-Hop-Kultur der schwarzen Großstadtjugendlichen imitiert, und wird wegen des Mitsingens gewaltverherrlichender Musik von seinem Vater gemaßregelt. Zach hält in seiner Klasse einen Vortrag, der von den Schwarzen als diskriminierend empfunden wird und dessentwegen er vorübergehend vom Unterricht ausgeschlossen wird. Dies wirkt sich auch negativ auf Jills Wahlchancen aus. Infolge einer unbedachten Äußerung im Wahlkampf tritt sie von ihrer Kandidatur zurück und unterstützt Pike. Dieser unterliegt schließlich Lawson mit nur zwölf Stimmen Differenz. |           |                              |                         |                      |                                       |                        |                                                |
| 51 | 7         | Denn sie wissen, was sie tun | Rebels With Cause       | 11. Nov. 1994        | 5. Nov. 1996                          | Tom Skerritt           | David E. Kelley                                |
| Wambaugh bricht in seinem Büro plötzlich zusammen, woraufhin Jill einen Herzinfarkt diagnostiziert und ihn deshalb zur weiteren Behandlung in ein Krankenhaus in Chicago bringt. Dort wird die Diagnose aber auf Multiple Sklerose geändert. Jill gerät mit dem dortigen, behandelnden Kardiologen Dr. Geiger in Streit über den angemessenen Umgang miteinander. Unterdessen verliebt sich Kim in Kenny. Ihr Vater gerät über die Beziehung der beiden so in Rage, dass er ihn entlässt. In der Folge kommt es zum Streit über Jimmys Erwartungshaltung. |           |                              |                         |                      |                                       |                        |                                                |
| 52 | 8         | Hohes Gericht                | May It Please The Court | 18. Nov. 1994        | 12. Nov. 1996                         | Lou Antonio            | David E. Kelley                                |
| Wambaugh hat im Mordfall Latham Berufung gegen den Schuldspruch für seinen Mandanten eingelegt. Der Fall wird deshalb vor dem Obersten Bundesgericht weiterverhandelt. Deshalb begibt sich Wambaugh mit seiner Assistentin Kim und seinem Gegner Littleton nach Washington, D.C. Vorbereitend lässt sich Wambaugh durch seinen Berufskollegen Alan M. Dershowitz beraten. Im Prozess dreht sich alles um die Frage, ob Latham bei der Befragung durch Lacos auf sein Recht auf anwaltlichen Beistand verzichtet hat. Littleton plädiert für die Rechtmäßigkeit des Schuldspruchs und deshalb für die Aufhebung eines früheren Urteils des Obersten Bundesgerichts. Zu Wambaughs Enttäuschung folgt das Gericht dem Antrag des Staatsanwalts. – Unterdessen möchte Carter Pike durch die Leihmutter Stacy ein von ihm gezeugtes Kind austragen lassen. Als Stacy die Schwangerschaft abbrechen möchte, versucht Pike, sie juristisch davon abzuhalten. Bone lehnt Pikes Klage jedoch ab, da er nicht gegen die Rechtsprechung des Obersten Bundesgerichts verstoßen wolle.                                                     |           |                              |                         |                      |                                       |                        |                                                |
| 53 | 9         | Wenn der Wind dreht          | For Whom The Wind Blows | 2. Dez. 1994         | 19. Nov. 1996                         | Michael Schultz        | David E. Kelley                                |
| Als die Verkündung des Strafmaßes für Latham bevorsteht, wachsen bei Maxine Stewart Zweifel an seiner Schuld. Sie glaubt, dass Lauras Vater John, der ebenso wie seine Frau Marjorie christlich gläubig ist, dem Priester Barrett gebeichtet habe, dass er den Mord begangen hat. Stewart befragt daraufhin Barrett, von dem Bone danach erfährt, dass Latham unschuldig sei. Daraufhin annulliert Bone kurzerhand die Verurteilung gegen Latham wegen Mordes. Littleton ermittelt nun gegen John Engrams und lässt ihn und seine Frau verhaften. Er lässt Marjorie von Maxine befragen, damit sie gesteht, dass John den Mord begangen habe. Als Gegenleistung für Marjories Aussage sichert Littleton ihr umfassende Immunität vor Strafverfolgung wegen Mittäterschaft zu. Davon ausgehend, dass John Engrams der Mörder ist, beruft Littleton Marjorie in den Zeugenstand. Zum Schock aller anderen sagt sie aber aus, dass sie selbst das Mädchen ermordet habe. Bone annulliert daraufhin die Immunitätsvereinbarung und lässt die Frau verhaften.                                                                      |           |                              |                         |                      |                                       |                        |                                                |
| 54 | 10        | Im Dienste der Menschheit    | Away In The Manger      | 16. Dez. 1994        | 26. Nov. 1996                         | Bill D’Elia            | David E. Kelley                                |
| Als ein Bauer einen Verkehrsunfall hat, bemerkt die Polizei in seinem Transporter eine tote Kuh. Um der Todesursache und dem bislang rätselhaften Geschäftsgebaren des Bauers auf den Grund zu gehen, durchsucht die Polizei sein Anwesen. Dort entdeckt sie, dass der Bauer mittels Gentechnik dafür sorgt, im Auftrag von kinderlosen Personen die Kühe als tierische Leihmütter für die menschlichen Föten zu nutzen. Im Beisein der Polizei bringt eine Kuh gerade ein Baby gesund zur Welt. Littleton möchte künftige tierische Leihmütterschaften unterbinden und klagt daraufhin den Bauer mit der Begründung an, das so etwas unnatürlich sei. Bone gibt der Klage statt, lässt aber die bereits bestehenden, sechs Leihmütterschaften noch zu. Unterdessen steht Kim in der Kritik ihrer Mutter, weil sie Zach und Matthew erzählt hat, es gebe keinen Gott. |           |                              |                         |                      |                                       |                        |                                                |
| 55 | 11        | Die Hände des Masseurs       | Freezer Burn            | 6. Jan. 1995         | 3. Dez. 1996                          | Joe Napolitano         | David E. Kelley                                |
| Die Polizei findet einen vermissten Masseur erfroren in der Gefriertruhe seines Hauses vor und ermittelt, dass er bei vielen Frauen mit deren Einverständnis eine die Frauen sexuell befriedigende Sonderbehandlung durchführte. Weil Jimmy erst nun erfährt, dass zu den Frauen auch Jill gehörte, wirft er ihr Untreue vor. Nach einigen Streits gestehen sie sich ein, in ihrer Ehe zu faul gewesen zu sein und nicht genügend Nähe gesucht zu haben. Carter Pike verabredet sich mit Rachel Harris, die auch zu den Kundinnen des Masseurs gehörte, zu einem Rendezvous. Am Haus des Masseurs war vor dessen Tod Bürgermeister Ed Lawson gesehen worden, der deshalb in Mordverdacht gerät. Seine Frau, die die Sonderbehandlung auch besuchte, gesteht nur ihm, dass sie den Mord begangen habe, weil sie sich nicht mehr lieben und Ed sie nur noch beschimpft hat. Direkt nach dem Geständnis ermordet sie Ed auf dieselbe Weise. |           |                              |                         |                      |                                       |                        |                                                |
| 56 | 12        | Die Rückkehr des Froschmanns | Frogman Returns         | 13. Jan. 1995        | 10. Dez. 1996                         | Oz Scott               | David E. Kelley                                |
| Der 13-jährige Milton schämt sich seines Vaters, der kostümiert im Froschmann-Kostüm auftritt und mit ihm immer wieder das Froschlied singt. Er sieht die Gefahr, sich auch zu einer sonderbaren Person zu entwickeln, und will deshalb weg von seinem Vater. Um aus der Erziehungsverantwortung seines Vaters entlassen zu werden, klagt er vor Gericht. Damit hat er jedoch keinen Erfolg, dennoch fordert Bone den Vater auf, das Kostüm abzulegen und das Lied nicht mehr zu singen. Unterdessen hat Matthew beim Bewegen des elterlichen Autos seinen Bruder angefahren, sodass der sich ein Bein bricht. Jill ist darüber so wütend, dass sie Matthew schlägt. Der wirft ihr daraufhin vor, ihn nicht so gern wie Zack zu haben. |           |                              |                         |                      |                                       |                        |                                                |
| 57 | 13        | Eine kleine Spende, bitte    | Mr. Seed Goes To Town   | 20. Jan. 1995        | 17. Dez. 1996                         | Dennis Dugan           | Ann Donahue, Geoffrey Neigher, David E. Kelley |
| Jimmys Ex-Frau Lydia bittet die Familie Brock um die Erlaubnis, Jimmys Sperma verwenden zu dürfen, damit sie schwanger werden kann. Das Sperma fiel ihr nach der Scheidung als Ehevermögen zu. Da Jimmy und Jill die Bitte ablehnen, versucht Lydia die Sperma-Nutzung gerichtlich zu erwirken. Bone lehnt jedoch ab, darüber selbst zu urteilen, und verurteilt Jimmy, Jill und Lydia zu einem Tag Hausarrest, um die Angelegenheit privat zu klären. Dabei kommt es zu Streits und Diskussionen über ihre Beziehungen. Schließlich zieht Lydia ihre Forderung zurück, damit sich Zach und Matthew mit einem weiteren Halbgeschwister nicht benachteiligt fühlen. Zudem erklärt sie ggü. Kim ihren Wunsch damit, Jimmy immer noch zu lieben. |           |                              |                         |                      |                                       |                        |                                                |
| 58 | 14        | Aus nächster Nähe            | Close Encounters        | 3. Feb. 1995         | 7. Jan. 1997                          | Bethany Rooney         | David E. Kelley                                |
| Anlässlich des Valentinstages geht es um die persönlichen Beziehungen dreier Paare: Carter Pike lernt eine von ihm zunächst als tot beurteilte, schwarze Blues-Sängerin kennen, muss aber schließlich erkennen, dass er sich von ihr sexuell nicht angezogen sind. Littleton und seine deutlich jüngere Assistentin Aisha erkennen, dass sie sich zueinander hingezogen fühlen. Jedoch will er aus Sorge um seinen guten Ruf keine enge Beziehung zu ihr eingehen. Nachdem Kenny und Maxine Sex miteinander hatten, kommt es zum Streit, weil Kenny nicht Maxines Meinung ist, der zufolge es Liebe gewesen sei. Schließlich gesteht er ihr, dass er eine enge Beziehung wegen der Angst fürchtet, von ihr verlassen zu werden. |           |                              |                         |                      |                                       |                        |                                                |
| 59 | 15        | Ausgestoßen                  | When In Rome            | 24. Feb. 1995        | 14. Jan. 1997                         | Lorraine Senna Ferrara | Richard Kramer, Michael Nanking, Nick Harding  |
| Der verurteilte Kinderschänder Adam Wood hat seine mehrjährige Haftstrafe abgesessen und will nun in Rome sesshaft werden. Obwohl juristisch nichts mehr gegen ihn vorliegt, wollen die meisten Bürger Romes ihn aus Angst um ihre Kinder aus der Stadt vertreiben. Dazu schikanieren und demütigen sie ihn öffentlich, Kinder beschießen ihn per Kartoffelkanone. Schließlich begeht er vor dem Gerichtsgebäude Suizid. Erst nun teilt Bone dem Ehepaar Brock mit, dass der Tote sein Sohn war, den er enterbt hatte, nachdem er etliche Kinder sexuell missbraucht hatte. Wood hat sich das Leben genommen, da sein Vater ihm bei der gesellschaftlichen Reintegration nicht helfen wollte. |           |                              |                         |                      |                                       |                        |                                                |
| 60 | 16        | Die Guten und die Bösen      | Heroes And Villains     | 3. März 1995         | 21. Jan. 1997                         | Richard Masur          | David E. Kelley                                |
| Die als Verbrecherin gesuchte, tanzende Diebin Laurie Bey lässt sich verhaften, um neu anzufangen. Die Bundesanwaltschaft will sie wegen ihrer zahlreichen Verbrechen anklagen, sieht aber nur wegen Beys, in Rome begangenem Bankraub ausreichende Chancen auf Verurteilung, sodass der Prozess im Gericht von Rome stattfindet. Die öffentliche Meinung ist für Bey, weil sie, ähnlich wie Robin Hood von den Reichen stiehlt und den Bedürftigen gibt. Bey und ihr Verteidiger Wambaugh nutzen diese Situation im Prozess aus, sodass die Geschworenen sie tatsächlich freisprechen. Bone jedoch revidiert das Urteil der Jury, weil es wegen Missachtung eindeutiger Beweise schlecht sei, und verurteilt sie dafür zu 3000 Stunden gemeinnütziger Arbeit. |           |                              |                         |                      |                                       |                        |                                                |
| 61 | 17        | Bürgermeister gesucht        | Changing Of The Guards  | 10. März 1995        | 28. Jan. 1997                         | Arvin Brown            | David E. Kelley                                |
| Mit der Hilfe Laurie Beys findet die Polizei den lange vermissten Bürgermeister Ed Lawson tot in seiner Gefriertruhe. Die Polizei verhaftet Eds, eben aus der Karibik zurückkehrende Ehefrau Marcia unter Tatverdacht. Trotz Beweismangels klagt die Staatsanwaltschaft daraufhin Marcia wegen des Mordes an Ed sowie des weiterhin ungeklärten Mordes an dem Masseur Patnick an. Marcias Verteidiger Wambaugh stürzt in einen Gewissenskonflikt, als seine Mandantin ihm gesteht, tatsächlich die Doppelmörderin zu sein. Bone verbietet es ihm, deswegen sein Mandat niederzulegen. Wambaughs Verteidigung beinhaltet nun den Verzicht auf Zeugen, darunter auch Marcia, und den Hinweis auf den völligen Beweismangel. Die Jury spricht Marcia schließlich frei. Unterdessen lässt sich Laurie Bey übergangsweise als Bürgermeisterin anstellen. |           |                              |                         |                      |                                       |                        |                                                |
| 62 | 18        | Gnade vor Recht              | Without Mercy           | 31. März 1995        | 4. Feb. 1997                          | James Frawley          | David E. Kelley                                |
| Jill leistet einem Krebskranken mit Einverständnis von dessen Verwandten durch Morphinverabreichung Sterbehilfe, um seinen Tod nicht unnötig qualvoll zu machen. Daraufhin wird sie verhaftet und angeklagt. Littletons vorgetzter Staatsanwalt Grier übernimmt selbst die Anklage, um damit ein Exempel gegen Sterbehilfe zu statuieren und, um Richter Bone zu zeigen, dass er nicht so oft zuwider der Gesetzeslage entscheiden dürfe. Wambaugh und Dell verteidigen Jill gemeinsam, um ihre Chancen auf Prozessgewinn zu erhöhen. Nachdem Grier argumentiert hat, dass Jills Tat als illegal zu beurteilen sei, wird Jill von der Jury einstimmig für schuldig befunden. |           |                              |                         |                      |                                       |                        |                                                |
| 63 | 19        | Schwanengesang               | Final Judgement         | 7. Apr. 1995         | 11. Feb. 1997                         | Michael Pressman       | David E. Kelley                                |
| Als Jill wegen des Schuldspruchs zu einer Gefängnisstrafe verurteilt zu werden droht, legen Wambaugh und Dell Verfassungsbeschwerde gegen das Gesetz zum Verbot von Sterbehilfe ein. Dadurch kommt es in Rome zu einer weiteren Gerichtsverhandlung. Grier betont, dass der Staat seine Bürger vor Selbstmord zu schützen habe, wohingegen Jill in ihrem Abschlussplädoyer für die Selbstbestimmung des Patienten eintritt. Bone gibt schließlich dem Antrag der Verteidigung statt und erklärt das Gesetz zum Verbot von Sterbehilfe für verfassungswidrig – auch deshalb, weil menschliches Leben nicht grundsätzlich unantastbar sei. Unterdessen ermitteln Lacos und Pike, dass ein paar Kinder am Erschlagen mehrerer Schwäne schuldig sind. |           |                              |                         |                      |                                       |                        |                                                |
| 64 | 20        | Der heilige Zachary          | Saint Zack              | 28. Apr. 1995        | 1. Juli 1997                          | Michael Nankin         | Nick Harding, David E. Kelley                  |
| Zachary will Vergebung für seine Sünde, am Tod eines Schwans mitgewirkt zu haben, und betet deshalb oft, sehr zur Verwunderung seiner Eltern. Bei einem Besuch in der Kirche blutet er plötzlich aus seinen Händen, ohne dass man dafür eine medizinisch-wissenschaftliche Erklärung findet. Die beiden Pfarrer der protestantischen und der katholischen Kirche glauben deshalb, Zach sei stigmatisiert. Viele Kinder in der Stadt betrachten ihn in der Folge als Heiligen und wollen sich von ihm segnen lassen. Die Pfarrer lassen ihn von Experten medizinisch untersuchen, mit dem Ergebnis, dass Zach wahrscheinlich wegen psychischer Belastung so geblutet habe. Indes hält Jimmy den Verdacht bzgl. seines Sohns für absurd und gesteht seiner Familie, Agnostiker zu sein. |           |                              |                         |                      |                                       |                        |                                                |
| 65 | 21        | Familienbande                | Upbringings             | 5. Mai 1995          | 2. Juli 1997                          | Nancy Malone           | Lee Blessing, Jeanne Blake, David E. Kelley    |
| Jimmys Vater Walter, ein populärer Rechtsanwalt, kommt völlig überraschend zu Besuch, vorgeblich, damit seine Familie mit ihm seinen 75. Geburtstag feiert. Das Verhältnis der beiden ist seit langem zerrüttet. Walter bietet nun seinen Sohn an, die Leitung seiner Kanzlei zu übernehmen. Jimmy lehnt jedoch ab, weil er davon ausgeht, Walter habe nie seine Berufswahl als Sheriff akzeptiert und würde ihn viel lieber als Juristen sehen. Nach einigen Streits offenbart Walter, dass er seinem Sohn mit dem Angebot nur seine Liebe ausdrücken wollte. |           |                              |                         |                      |                                       |                        |                                                |
| 66 | 22        | Das Ende vom Lied            | Song Of Rome            | 12. Mai 1995         | 3. Juli 1997                          | Michael Pressman       | David E. Kelley                                |
| Ein 17-jähriger Spielsüchtiger schießt mit einer Uzi mehrfach auf den im Beichtstuhl sitzenden Priester Barrett, weil der ihm sein Geld nicht geben wollte. Barrett ist daraufhin hirntot; seine maschinelle Beatmung wird abgebrochen. Die Gewalttat erschüttert viele Bürger, vor allem Richter Bone, der in Barrett einen Freund und ein Vorbild hatte. Weil Bone deshalb befangen ist, muss er die Leitung des Gerichtsprozesses abgeben. Schließlich hört Barretts Herz auf zu schlagen, kurz nachdem Bone zu Gott gebetet hat, er möge ihn sterben lassen. |           |                              |                         |                      |                                       |                        |                                                |